# NISIBIN – Forschungsstelle für Aramäische Studien
Die NISIBIN – Forschungsstelle für Aramäische Studien ist am Seminar für Sprachen und Kulturen des Vorderen Orients – Semitistik – der Ruprecht-Karls-Universität Heidelberg unter der Leitung von Michael Waltisberg eingegliedert. Die interdisziplinär ausgerichtete Forschungsstelle hat sich die Erforschung der Aramäer in ihren kulturellen, historischen, soziologischen, politischen und künstlerischen Aspekten zum Ziel gesetzt. Sie wurde in Anlehnung an die antike Schule von Nisibis benannt.
Die Forschungsstelle ist mit dem Ziel eingerichtet, der geistes-, kultur- und sozialwissenschaftlichen Erforschung der Aramäer, sowohl in ihrem Ursprungsgebiet dem Fruchtbaren Halbmond als auch in der Diaspora, eine institutionelle Grundlage zu geben. Durch ihre Arbeit will die Forschungsstelle für Aramäische Studien einerseits zu einem besseren Verständnis der religiösen Vielfalt im Nahen Osten in Wissenschaft und Gesellschaft beitragen, andererseits die Integration der Aramäer in Deutschland stärken und schließlich die Aramäischen Studien in Deutschland als Forschungsgebiet etablieren. Der Fokus liegt dabei insbesondere auf Geschichte, Soziologie, Literatur, Sprache, Kunst und Migration unter besonderer Berücksichtigung der jüngeren Diasporaerfahrung. Neben der Forschungsarbeit veranstaltet sie Tagungen, Kongresse sowie Seminare und eine Vortragsreihe.
Projekte der Forschungsstelle sind seit 2014 die Untersuchung der syrischen Hagiographie als Quelle für die Geschichte des syrischen Christentums im Mittelalter sowie seit 2015 die Aufarbeitung des Völkermordes an den Aramäern. Zusätzlich werden seit 2013 die von den Bischöfen Ishaq Armaleh und Israel Audo gesammelten Augenzeugenberichte zum Völkermord an den Aramäern ins Deutsche und Englische übersetzt und mit einem textkritischem Apparat versehen. Daneben entstehen zur Verschriftlichung des modernen Aramäisch (Surayt) und zur Standardisierung seiner Orthographie Übersetzungen von Belletristik und Märchen, um das vom Aussterben bedrohte Aramäisch durch die Überführung in den Status einer modernen Schrift- und Literatursprache zu bewahren und erhalten.
Die NISIBIN – Forschungsstelle für Aramäische Studien wurde am 15. April 2013 in der Professur für Geschichte der Religionen unter der Leitung von Dorothea Weltecke an der Universität Konstanz gegründet. Zum Sommersemester 2017 wechselte sie gemeinsam mit ihrer Leiterin an die Goethe-Universität Frankfurt am Main. Sie wird getragen und finanziert durch die NISIBIN – Stiftung für Aramäische Studien.